# Joyce Banda
Joyce Hilda Banda (n. 12 d'abril de 1950) és advocada i política de Malawi. Va exercir les funcions de Presidència de la República des del 7 d'abril de 2012, després de la defunció del president Bingu wa Mutharika., fins al dia 31 de maig de 2014.
Joyce Banda és la fundadora i líder del Partit Popular (People's Party) de Malawi, fundat l'any 2011. Educadora i activista de base a favor dels drets de les dones, va ser ministra d'Afers Estrangers entre 2006 i 2009 i Vicepresidenta de Malawi des del maig de 2009 fins l'abril de 2012. Abans de convertir-se en la Presidenta de la República de Malawi l'any 2012 va ocupar diversos càrrecs com a membre del Parlament i com a Ministra de Gènere i Benestar Infantil.
Banda va ser la quarta presidenta de Malawi, la primera dona a ocupar aquest càrrec i la segona cap d'estat femenina, després d'Elisabet II. Va ser la segona dona a convertir-se en presidenta al continent africà, després d'Ellen Johnson Sirleaf de Libèria. També va ser la primera vicepresidenta dona del país. El juny de 2014, la revista Forbes va nomenar la presidenta Banda com la 40a dona més poderosa del món i la dona més poderosa d'Àfrica. A l'octubre de 2014, va ser inclosa a la llista de les 100 Dones de la BBC.